# Leena Alam
Leena Alam, (en dari : لينا علم), née à Kaboul en 1978, est une actrice afghane de cinéma, de télévision et de théâtre. Elle joue au cinéma dans L'Enfant de Kaboul, Black Kite (en), Loori, A Letter to the President (en) et Hassan.
A la télévision, elle tient le rôle principal dans le drame télévisé féministe, Shereen (شیرین[Quoi ?]), dirigé par Ghafar Azad, qui lui vaut le surnom de « Shereen d'Afghanistan » (en dari : شیرین افغانستان). Shereen est nommé pour le prix de la meilleure mini-série dramatique aux côtés de The Night Manager : L'Espion aux deux visages, Mr. Robot et Deutschland 83. Leena Alam remporte plusieurs prix dans des festivals internationaux de cinéma. Elle participe fréquemment à des films et des émissions de télévision qui traitent du mariage des enfants, de l'inégalité des sexes, des droits des femmes et des conflits sociaux.

## Biographie

### Début de carrière
Leena Alam est née en 1978 à Kaboul. En 1989, Leena Alam et sa famille déménagent aux États-Unis en raison de la guerre dans son pays natal. Elle y commence sa carrière d'actrice et de cinéma en 1998. Elle vit désormais en Californie.
Elle travaille d'abord comme mannequin et participe à des compétitions de danse. Elle joue au cinéma dans Promise of Love, produit par Tarin Films et In Foreign Land réalisé par Hafiz Asefi en 1998. L'écrivain Hamid Naweed (en) écrit pour elle le scénario du film Loori, réalisé par Saeed Orokzai (en), dans lequel elle incarne une jeune Afghane qui a oublié son passé à cause d'une lésion cérébrale.

### Filmographie
En 2007, Leena Alam retourne à Kaboul et joue avec Hadji Gul dans L'Enfant de Kaboul, un drame franco-afghan produit par Fidélité Films en 2009 et réalisé par Barmak Akram. En 2013, elle joue dans Soil and Coral un film irano-afghan, produit par Parween Hussaini et réalisé par  interprète. Toujours en 2013, elle interprète un des rôles principaux de la deuxième saison de la populaire série télévisée Our Street, réalisée par Mirwais Rekab. En 2014, elle est dans Darya's Message produit par Axobarax Films (réalisé par Homayoun Karimpour) et Black Kite (en) de Tarique Qayumi. Ce dernier est tourné à la hâte en Afghanistan, changeant fréquemment de lieu pour éviter d'attirer l'attention des talibans.
La même année, Leena Alam joue dans Shereen de Ghafar Azad, un drame télévisé féministe, le premier du genre à avoir été réalisé en Afghanistan et produit par Kaboora et Tolo TV,. La série raconte l'histoire d'une femme de 36 ans qui élève seule trois enfants tout en menant une carrière de greffière dans un tribunal de Kaboul. Parler du metier de l'héroïne est l'occasion de dénoncer également la corruption qui règne dans le système judiciaire afghan,.
Le 11 décembre 2014, Leena Alam est blessée dans un attentat-suicide alors qu'elle assiste à un spectacle au Centre culturel français de Kaboul. Le film True Warriors réalisé par Niklas Schenck et Ronja von Wurmb-Seibel, deux allemands ayant vécu à Kaboul, raconte cet épisode.
En 2016, elle interprète le rôle-titre dans le film A Letter to the President (en), réalisé par Roya Sadat. Il s'agit du premier film réalisé par une femme en Afghanistan après la chute des talibans.
Leene Alam participe également à plusieurs courts métrages pour soutenir de jeunes cinéastes aghans, notamment Moving in a Circle de Siyar Noorzad, Live in Grave de Lal Alizada, The Unknown de Ghafar Faizyar, Qamar de Nima Latifi et In Parentheses réalisé par Ghafar Azad.
Au théâtre, elle participe au 68e festival de Bad Hersfeld en 2018 dans le rôle de Solveig dans Peer Gynt de Henrik Ibsen mis en scène par Robert Schuster.
Leen Alam est membre du jury de plusieurs festivals de cinéma :  
- Negah-e-No Film Festival en 2014 et 2015
- Afghanistan Human Right Film Festival, 2015
- Sama International Film Festival à Stockholm, en 2016
- 8e National Theatre Festival Afghanistan 2014
- Festival du film d'Adélaïde en 2017[10]
- Festival international du film Imagine India 2020 et 2021 à Madrid[2].

En 2021, elle est désignée comme l'une des 100 femmes de l'année par la BBC.

### Action en faveur des droits humains
Leena Alam est une militante des droits humains qui travaille pour les droits des femmes, contre le mariage des enfants et l'injustice sociale en Afghanistan.
Elle est nommée Ambassadrice pour la paix de la Mission d'assistance des Nations Unies en Afghanistan (MANUA) en 2009.
Avec d'autres femmes, elle participe aux funérailles de Farkhunda Malikzada, une Afghane de 27 ans lynchée après avoir été accusée à tort d'avoir brûlé un exemplaire du Coran,. Le 19 mars 2015, avec des militants à Kaboul, elle participe à une reconstitution du meurtre, dans laquelle elle interprète  Farkhunda Malikzada,.

## Distinctions
- Meilleure actrice, Festival international du film de Kaboul, 2008
- Meilleure actrice, Festival du film Tolo 2009
- Meilleure actrice, Festival du film des droits humains, Afghanistan, 2013
- Meilleure actrice, Festival du film Negah-e-No, Afghanistan, 2014
- Prix honorifique, Festival international du film de femmes de Herat, 2014
- Meilleure actrice, Festival du film Negah-e-No, Afghanistan, 2015
- Meilleure actrice, Festival international du film de Mehran, 2015
- Meilleure actrice, Festival international du film de femmes de Herat, 2015
- Nomination pour le prix de la meilleure actrice, Seoul International Drama Awards (en), 2016
- Prix honorifique pour sa contribution au cinéma afghan, Festival international du film Sama, Stockholm, 2017
- Nomination pour le prix de la meilleure actrice, Festival international du film de Malaisie (en),(Golden Global Awards), 2018
- Meilleure actrice pour son rôle dans A Letter to the President (en), Festival international du film Sinema Zetu (SZIFF) Tanzanie 2019[16]
- Meilleure actrice, Festival national du film Lajward, 2020[17]
- Parmi les 100 femmes de l'année 2021 de la BBC[11].